# Cratere Nomeda
Nomeda  è un cratere sulla superficie di Venere.